# Мама и папа (фильм, 2017)
«Мама и папа» (англ. Mom & Dad) — американский комедийный фильм ужасов, снятый режиссёром Брайаном Тейлором. Мировая премьера фильма состоялась на международном кинофестивале в Торонто 2017 году. 19 января 2018 года компанией Momentum Pictures фильм был выпущен в США. Фильм получил в целом положительные отзывы от критиков.

## Сюжет
Некий необъяснимый сигнал передающийся через экраны телевизоров, радио, сеть воздействует на родителей и заставляет их начать охоту на своих детей, словно одержимых.

## В ролях
| Актёр              | Роль                    |
| ------------------ | ----------------------- |
| Николас Кейдж      | Брент Райан             |
| Сельма Блэр        | Кэндалл Райан           |
| Энн Уинтерс        | Карли Райан             |
| Закари Артур       | Джош Райан              |
| Роберт Т. Канингэм | Дэймон                  |
| Оливия Крочиккия   | Райли                   |
| Брион Дэвис        | Таннер                  |
| Саманта Лемол      | Джена                   |
| Лэнс Хенриксен     | Мел Райан               |
| Грант Моррисон     | Эксперт (камео)         |
| Букем Вудбайн      | Родитель (камео)        |
| Мехмет Оз          | Играет сам себя (камео) |

## Отзывы
- Фильм получил положительные отзывы критиков. По оценке сайта-агрегатора Rotten Tomatoes, рейтинг одобрения фильма составляет 74 %, что основано на ос 129 рецензиях критиков, со средним рейтингом — 6/10.[1]
- На Metacritic у фильма есть средневзвешенная оценка 59 из 100, основанная на 30 отзывах критиков, указывая на «в целом благоприятные обзоры».[2]
- Режиссер Джон Уотерс назвал фильм одним из лучших в 2018 году, поставив его на четвертое место в своём личном топ-листе[3].